# Coocurrencia
En lingüística general, Coocurrencia se refiere a la utilización conjunta de dos unidades léxicas (por ejemplo palabras) en una unidad superior, como una palabra o documento. Existe la suposición de que los términos son mutuamente dependientes cuando su utilización conjunta es muy común. Tests estadísticos proveen medios para la supuesta dependencia, tales como variantes del test de información mutua o el del "cociente de verosimilitud". Esto puede deberse tanto a razones gramaticales como semánticas, puesto que la coocurrencia necesita en sí unos términos complementarios como un campo semántico. 
Cuando se produce de forma probada la frecuente dependencia semántica o gramática de dos términos se habla de colocación. Ambos conceptos poseen gran importancia en el campo de la recuperación de información.

## Ejemplo de coocurrencias
Las locuciones son coocurrencias "estables", ya que funciona como una unidad léxica con significado propio, no derivado de la suma de significados de sus componentes, por ejemplo "llueve a cántaros".

## Coocurrencias de oraciones y por proximidad
En la práctica de la "minería de textos" se diferencia entre coocurrencia de oraciones (unidades léxicas se utilizan juntas dentro de una oración) y por proximidad (las unidades léxicas se encuentran a relativa poca distancia una de la otra). Es concebible encontrarlas en relación con textos mayores, pero en la práctica no son tomadas en consideración debido a la alta capacidad de proceso de la escritura mecanizada.
- Datos: Q1756768